# Хліб, любов і...
«Хліб, любов і…» (італ. Pane, amore e...) — італійська кінокомедія 1955 року режисера Діно Різі. Це третій фільм тетралогії, до якої належать ще два фільми режисера Луїджі Коменчіні: «Хліб, любов і фантазія» (італ. Pane, Amore e Fantasia, 1953), «Хліб, любов і ревнощі» (італ. Pane, amore e gelosia, 1954) та фільм Хав'єра Сето «Хліб, любов і… Андалусія» (ісп. Pan, amor y... Andalucía, 1958).

## Сюжет
Після 30 років служби в армії Антоніо Каротенуто (Вітторіо Де Сіка), палкий прихильник жіноцтва, повертається до рідного міста Сорренто, щоб стати начальником поліції міста, але не може відразу поселитися у власному будинку, оскільки його за контрактом ще винаймає прекрасна Софія Кокоцца (Софі Лорен). Вона торгує рибою і тому не хоче виїжджати з цього будинку на березі Неаполітанської затоки. Брат Антоніо Каротенуто — священик Матео (Маріо Каротенуто), домовився з Віолантою Руотольо (Леа Падовані), що поки оформлять документи на розірвання контракту, Антоніо тимчасово буде проживати у неї. Чи вдасться прекрасній Софії продовжити контракт оренди …

## Ролі виконують
- Вітторіо Де Сіка — маршал Антоніо Каротенуто
- Софі Лорен — Софія Кокоцца
- Леа Падовані — Віоланта Руотоло
- Антоніо Чіфар'єлло[it] — Ніколіно
- Маріо Каротенуто[it] — Матео Каротенуто
- Тіна Піка[it] — Карамелла

## Нагороди
- 1956 Премія Давида ді Донателло [1]:
  - найкращому продюсерові[it] — Ґофредо Ломбардо[it]
  - за найкращу чоловічу роль — Вітторіо Де Сіка
- 1956 Нагорода Берлінського міжнародного кінофестивалю:
  - почесна відзнака (Menzione Speciale) за найкращий комедійний фільм[2][3] — Діно Різі